# Xue Fei (Tischtennisspieler)
Xue Fei (* 10. Februar 1999 in Peking) ist ein chinesischer Tischtennisspieler.

## Werdegang
Zum ersten Mal international aktiv war Xue 2012, als er bei der Jugend-Asienmeisterschaft Silber im Einzel holte, im Jahr darauf folgten eine Bronzemedaille sowie ein Titelgewinn mit dem Team. 2014 spielte er erstmals auf der World Tour und konnte bei den Argentinia Open Silber gewinnen. In diesem Jahr nahm er außerdem zum ersten Mal an der Jugend-Weltmeisterschaft teil, bei der er Bronze im Einzel und im Mixed sowie Gold im Doppel holte. 2015 wurde er Jugend-Asienmeister, und 2016 war er in der Chinese Superleague tätig, wo er unter anderem im Doppel mit Lin Gaoyuan eine Bilanz von 8:2 erspielte. 2017 gelang ihm bei der Jugend-WM der Titelgewinn in allen vier Wettbewerben.
Ab 2017 wurde er auch öfter im Erwachsenenbereich eingesetzt. Bei den Czech Open gewann er Bronze im Doppel, im Achtelfinale scheiterte er nur knapp mit 3:4 am Weltranglisten-Siebten Timo Boll. Im U-21-Wettbewerb musste er sich überraschend Anton Källberg geschlagen geben. Im Sommer desselben Jahren war er bei dem Turnier T2APAC tätig. Die German und Austrian Open konnte er in seiner Altersklasse ebenfalls gewinnen. Ende des Jahres stand er auf Platz 50 der Weltrangliste, fiel mit Einführung der neuen Weltranglistenberechnung 2018 aber wieder zurück.
Bei den Qatar Open 2018 scheiterte er bereits in der Gruppe, konnte aber beim selben Turnier im U21-Wettbewerb erneut Platz 1 erreichen. Bei den Hungarian- und Swedish Open nahm Xue ebenfalls teil, musste sich aber Fan Zhendong geschlagen geben. In der Chinese Superleague war er erneut aktiv. Bei den AM gewann er zudem Gold mit der Mannschaft.

## Turnierergebnisse
| Verband | Veranstaltung               | Jahr | Ort            | Land | Einzel        | Doppel        | Mixed      | Team | U-21          |
| ------- | --------------------------- | ---- | -------------- | ---- | ------------- | ------------- | ---------- | ---- | ------------- |
| CHN     | Asienspiele                 | 2018 | Jakarta        | IDN  |               |               |            | Gold |               |
| CHN     | Grand Smash                 | 2024 | Peking         | CHN  | letzte 32     |               | Halbfinale |      |               |
| CHN     | WTT Series (Contender)      | 2025 | Zagreb         | HRV  | letzte 32     | Silber        |            |      |               |
| CHN     | WTT Series (Contender)      | 2024 | Maskat         | OMA  | Viertelfinale | Silber        |            |      |               |
| CHN     | WTT Series (Contender)      | 2024 | Taiyuan        | CHN  | letzte 32     |               | Halbfinale |      |               |
| CHN     | WTT Series (Star Contender) | 2023 | Bangkok        | THA  | letzte 48     | Halbfinale    |            |      |               |
| CHN     | WTT Series (Contender)      | 2023 | Durban         | RSA  | letzte 32     | Halbfinale    | Silber     |      |               |
| CHN     | WTT Series (Contender)      | 2022 | Tunis          | TUN  | Viertelfinale | Silber        |            |      |               |
| CHN     | ITTF World Tour             | 2018 | Stockholm      | SWE  | Qual.         |               |            |      |               |
| CHN     | ITTF World Tour             | 2018 | Daejeon        | KOR  | Qual.         | Halbfinale    |            |      |               |
| CHN     | ITTF World Tour             | 2018 | Shenzhen       | CHN  | Qual.         | letzte 16     |            |      |               |
| CHN     | ITTF World Tour             | 2018 | Doha           | QAT  | Qual.         |               |            |      | Gold          |
| CHN     | ITTF World Tour             | 2018 | Budapest       | HUN  | letzte 32     |               |            |      |               |
| CHN     | ITTF World Tour             | 2017 | Magdeburg      | GER  |               |               |            |      | Gold          |
| CHN     | ITTF World Tour             | 2017 | Linz           | AUT  | letzte 32     |               |            |      | Gold          |
| CHN     | ITTF World Tour             | 2017 | Olmütz         | CZE  | letzte 16     | Halbfinale    |            |      | Viertelfinale |
| CHN     | ITTF World Tour             | 2014 | Santos         | BRA  | Viertelfinale |               |            |      | Halbfinale    |
| CHN     | ITTF World Tour             | 2014 | Buenos Aires   | ARG  | Silber        |               |            |      | Halbfinale    |
| CHN     | Weltmeisterschaft           | 2025 | Doha           | QAT  | letzte 128    |               |            |      |               |
| CHN     | Jugend-Asienmeisterschaft   | 2017 | Asan           | KOR  | Qual.         | Viertelfinale | Silber     | Gold |               |
| CHN     | Jugend-Asienmeisterschaft   | 2015 | Kuala Lumpur   | MAS  | Gold          |               |            | Gold |               |
| CHN     | Jugend-Asienmeisterschaft   | 2013 | Doha           | QAT  | Halbfinale    |               |            | Gold |               |
| CHN     | Jugend-Asienmeisterschaft   | 2012 | Guangzhou      | CHN  | Silber        |               |            |      |               |
| CHN     | Jugend-Weltmeisterschaft    | 2017 | Riva del Garda | ITA  | Gold          | Gold          | Gold       | Gold |               |
| CHN     | Jugend-Weltmeisterschaft    | 2015 | Vendee         | FRA  | Silber        | Gold          | Gold       | Gold |               |
| CHN     | Jugend-Weltmeisterschaft    | 2014 | Shanghai       | CHN  | Halbfinale    | Gold          | Halbfinale |      |               |

## Spielstil
Xue Fei nutzt den asiatischen Penholder-Stil. Er ist bekannt für schnelle Vorhand-Angriffe und gute Rückhand-Blocks.